# Liga de Portugal de balonmano
La Andebol 1 es la primera división de balonmano portuguesa. Está compuesta por 14 equipos.

## Palmarés por temporada
- 1951–52 : Sporting CP
- 1952–53 : Salgueiros
- 1953–54 : FC Porto
- 1955–56 : Sporting CP (2)
- 1956–57 : FC Porto (2)
- 1957–58 : FC Porto (3)
- 1958–59 : FC Porto (4)
- 1959–60 : FC Porto (5)
- 1960–61 : Sporting CP (3)
- 1961–62 : Benfica
- 1962–63 : FC Porto (6)
- 1963–64 : FC Porto (7)
- 1964–65 : FC Porto (8)
- 1965–66 : Sporting CP (4)
- 1966–67 : Sporting CP (5)
- 1967–68 : FC Porto (9)
- 1968–69 : Sporting CP (6)
- 1969–70 : Sporting CP (7)
- 1970–71 : Sporting CP (8)
- 1971–72 : Sporting CP (9)
- 1972–73 : Sporting CP (10)
- 1973–74 : CF Belenenses
- 1974–75 : Benfica (2)
- 1975–76 : CF Belenenses (2)
- 1976–77 : CF Belenenses (3)
- 1977–78 : Sporting CP (11)
- 1978–79 : Sporting CP (12)
- 1979–80 : Sporting CP (13)
- 1980–81 : Sporting CP (14)
- 1981–82 : Benfica (3)
- 1982–83 : Benfica (4)
- 1983–84 : Sporting CP (15)
- 1984–85 : CF Belenenses (4)
- 1985–86 : Sporting CP (16)
- 1986–87 : ABC Braga
- 1987–88 : ABC Braga (2)
- 1988–89 : Benfica (5)
- 1989–90 : Benfica (6)
- 1990–91 : ABC Braga (3)
- 1991–92 : ABC Braga (4)
- 1992–93 : ABC Braga (5)
- 1993–94 : CF Belenenses (5)
- 1994–95 : ABC Braga (6)
- 1995–96 : ABC Braga (7)
- 1996–97 : ABC Braga (8)
- 1997–98 : ABC Braga (9)
- 1998–99 : FC Porto (10)
- 1999–2000 : ABC Braga (10)
- 2000–01 : Sporting CP (17)
- 2001–02 : FC Porto (11)
- 2002–03 : FC Porto (12)
- 2003–04 : FC Porto (13)
- 2004–05 : Madeira SAD
- 2005–06 : ABC Braga (11)
- 2006–07 : ABC Braga (12)
- 2007–08 : Benfica (7)
- 2008–09 : FC Porto (14)
- 2009–10 : FC Porto (15)
- 2010–11 : FC Porto (16)
- 2011–12 : FC Porto (17)
- 2012–13 : FC Porto (18)
- 2013–14 : FC Porto (19)
- 2014–15 : FC Porto (20)
- 2015–16 : ABC Braga (13)
- 2016-17 : Sporting CP (18)
- 2017-18 : Sporting CP (19)
- 2018–19 : FC Porto (21)
- 2019-20 : Sin campeón[2]
- 2020–21 : FC Porto (22)
- 2021–22 : FC Porto (23)
- 2022–23 : FC Porto (24)
- 2023-24 : Sporting CP (20)
- 2024-25 : Sporting CP (21)

## Equipos 2017-18
- FC Porto
- SL Benfica
- Sporting CP
- ABC Braga
- Os Belenenses
- Madeira Andebol
- Boa-Hora
- Andebol Avanca
- Andebol Àguas Santas
- AC Fafe
- Arsenal Clube da Devesa
- São Bernardo
- ADA Maia-Ismai
- Xico Andebol